# Brenäs
Brenäs är en by i Åls socken i Leksands kommun, belägen på Brenäs udde, en udde i Insjön. I viken mynnar Brenäsbäcken.
I Brenäs fanns på 1540-talet tre gårdar, 1668 fanns här fem gårdar. 1918 hade Brenäs tillsammans med grannby Helgnäs ett trettiotal gårdar. 
Intill stranden ligger en sten, kallad Brenäs kyrka, som har formen av en kyrka. Enligt traditionen skall stenen fått sitt namn av att Brenäsborna skall ha fastnat på stenen då de skulle fara till kyrkan med sin kyrkbåt, och tvingats fira gudstjänst här.